# Kumranski rokopisi
Kumranski rokopisi (tudi Mrtvomorski rokopisi) so verski rokopisi, odkriti med letoma 1947 in 1956 v enajstih kamnitih jamah v bližini ruševin khirbet Kumrana (Qumran) na Zahodnem bregu. Vsebujejo približno 15.000 fragmentov približno 850 drevesnih zvitkov, ki jih je med 250 pr. n. št. in 40. n. št.  napisalo vsaj 500 različnih piscev. Med njimi je približno 200 besedil poznejšega Tanaka, najstarejšega doslej znanega biblijskega rokopisa. Kasneje so v jamah blizu zahodne obale Mrtvega morja našli tudi druge starodavne zvitke.
Besedila imajo velik zgodovinski, religiozni in jezikovni pomen, ker vključujejo drugi najstarejši znani ohranjeni rokopis del, ki so bila kasneje vključena v hebrejski kanon Biblije, skupaj z devterokanonični in izvenbibličnimi rokopisi, ki ohranjajo dokaze o raznolikosti religiozne misli v poznem Judovskem drugem templju. Skoraj vsa zbirka zvitkov z Mrtvega morja je trenutno v lasti vlade države Izrael in je shranjena v Svetišču knjige, enoti Izraelskega muzeja.
Na območju Mrtvega morja je bilo odkritih več tisoč napisanih fragmentov. Predstavljajo ostanke večjih rokopisov, poškodovanih zaradi naravnih vzrokov ali zaradi človekovega vmešavanja, pri čemer velika večina vsebuje le majhne delčke besedila. Vendar je preživelo majhno število dobro ohranjenih, skoraj nedotaknjenih rokopisov - manj kot ducat med tistimi iz Kumranskih jam.  Raziskovalci so sestavili zbirko 981 različnih rokopisov - odkritih v letih 1946/47 in 1956 - iz 11 jam. 11 kumranskih jam leži v neposredni bližini judovske naselbine iz helenističnega obdobja pri Khirbet Kumranu v vzhodni Judejski puščavi na Zahodnem bregu. Jame so približno 1,6 km zahodno od severozahodne obale Mrtvega morja, o katerem so dobile ime. Znanstveno soglasje datira Kumranske rokopise v zadnje 3. stoletja pred našim štetjem in 1. stoletje našega štetja. Bronasti kovanci, ki so jih našli na istih najdiščih, tvorijo serijo, ki se začne z Janezom Hirkanom (deloval 135–104 pr. n. št.) in trajajo vse do obdobja prve judovsko-rimske vojne (66–73 n. št.), kar podpira radiokarbonsko in paleografsko datiranje zvitkov.
V širšem pomenu zvitki vključujejo rokopise iz drugih najdišč v Judejski puščavi, ki so bili datirani že v 8. stoletje pred našim štetjem in tako pozno kot 11. stoletje n. št.
Biblijska besedila, starejša od Kumranskih zvitkov, so bila odkrita le v dveh srebrnih amuletih v obliki zvitka, ki vsebujeta dele Svečeniškega blagoslova iz 4. Mojzesove knjige, izkopanih v Jeruzalemu pri Ketef Hinnomu in datirana okoli 600 pred našim štetjem. Tretji najstarejši preživeli znani del Tore, En-Gedijev zvitek, je sestavljen iz dela 3. Mojzesove knjige, ki so ga našli v sinagogi Ein Gedi, požgani v 6. stoletju in analiziranega leta 2015. Raziskave so ga paleografsko datirale v 1. oz. 2. stoletje in z uporabo metode C14 nekje med 2. in 4. stoletje.
Večina besedil uporablja hebrejščino, nekatera so napisana v aramejščini (na primer besedilo Sin Božji; v različnih regionalnih narečjih, vključno z nabatejskim), nekaj pa tudi v grščini. Odkritja iz Judejske puščave dodajo besedila v latinščini (iz Masade) in arabščini (iz Khirbet al-Mird). Večina besedil je napisana na pergamentu, nekaj na papirusu in eno na bakru.
Arheologi že dolgo povezujejo zvitke s staro judovsko sekto, imenovano eseni, čeprav nekatere novejše razlage izpodbijajo to povezavo in trdijo, da so zvitke napisali duhovniki v Jeruzalemu ali Zadokiti ali druge neznane judovske skupine.
Zaradi slabega stanja nekaterih zvitkov znanstveniki niso opredelili vseh besedil. Prepoznana besedila spadajo v tri splošne skupine:
1. Približno 40 % je kopij besedil iz hebrejskih spisov.
2. Približno 30 % predstavljajo besedila iz obdobja drugega templja, ki v hebrejski Bibliji niso bila kanonizirana, kot so knjiga preroka Enoha, knjiga jubilejev, knjiga Tobita, modrost Siraha, psalmi 152–155 itd. .
3. Preostali del (približno 30 %) so sektaški rokopisi prej neznanih dokumentov, ki osvetljujejo pravila in prepričanja določene skupine (sekte) ali skupin znotraj večjega judovstva, kot so Pravila skupnosti, vojni zvitek, pešer knjige Habakuku in Pravila blagoslova.[9]

## Odkritje
Kumranske zvitke so odkrili beduinski pastirji in skupina arheologov v seriji dvanajstih jam okoli mesta, ki je bilo prvotno znano kot jame Ein Feshkha blizu Mrtvega morja na Zahodnem bregu (takrat del Jordanije) med letoma 1946 in 1956. Praksa shranjevanja dotrajanih svetih rokopisov v lončenih posodah, pokopanih v zemlji ali v jamah, je povezana s starodavnim judovskim običajem geniza.

### Prvo odkritje (1946–1947)
Prvo odkritje beduinskega pastirja Mohameda Edh-Dhiba, njegovega bratranca Jum'a Muhammeda in Khalila Musa, se je zgodilo med novembrom 1946 in februarjem 1947. Pastirji so odkrili sedem zvitkov, ki so bili nameščeni v čašah v jami v bližini, ki je danes znano kot najdišče Kumran. John C. Trever je rekonstruiral zgodbo o zvitkih iz več intervjujev z beduini. Edh-Dhibsov bratranec je opazil jame, sam Edh-Dhib pa je bil prvi, ki je dejansko stopil v eno (danes Jama 1). Našel je peščico zvitkov, ki jih Trever označuje kot Izaijev zvitek, Habakukov komentar in Pravila skupnosti ter jih odnesel v tabor, da bi jih pokazal svoji družini. V tem procesu ni bil uničen noben zvitek. Beduini so imeli zvitke obešene na šotorskem drogu, medtem ko so se dogovarjali, kaj naj z njimi, občasno so jih odnašali, da bi jih pokazali svojim ljudem. V nekem trenutku je bil zvitek Pravila skupnosti razdeljen na dva dela. Beduini so najprej odnesli zvitke trgovcu z imenom Ibrahim 'Ijha v Betlehem. 'Ijha jih je vrnil rekoč, da so brez vrednosti, potem ko so jih opozorili, da so jih morda ukradli iz sinagoge. Beduini so odšli na bližnjo tržnico, kjer je sirski kristjan ponudil, da jih kupi. Šejk se je pridružil njihovemu pogovoru in mu predlagal, da odnesejo zvitke Khalil Eskander Shahinu, 'Kando', prodajalcu antičnih del. Beduini in trgovci so se vrnili na najdišče in pustili en zvitek Kandoju ter prodali tri druge prodajalcu za 7 jordanskih funtov (približno 28 dolarjev ali 314 dolarjev v letu 2018). Originalni zvitki so šli iz rok v roke, dokler ni bilo mogoče prodati. 
Dr. John C. Trever iz Ameriške šole za orientalske raziskave (ASOR) je leta 1947 pritegnil izvirnih sedem svitkov in jih primerjal z napisi v The Nash Papyrus, najstarejšega takratnega svetopisemskega rokopisa in med njimi je našel podobnosti. Marca 1948 je arabsko-izraelska vojna spodbudila selitev nekaterih zvitkov v Bejrut v Libanon na varno hrambo. 11. aprila 1948 je vodja ASOR Millar Burrows v splošnem sporočilu za javnost razkril odkritje zvitkov.

### Iskanje Kumranskih jam (1948–1949)
V začetku septembra 1948 je metropolitanski škof Mar Samuel prinesel nekaj dodatnih drobcev, ki jih je dobil, profesorju Ovidu R. Sellersu, novemu direktorju ASOR-a. Konec leta 1948, skoraj dve leti po odkritju, znanstveniki še niso našli originalne jame, kjer so bili najdeni drobci. Ob takratnih nemirih v državi se ne bi bilo mogoče varno lotiti obsežnejšega iskanja. Sellers je skušal pridobiti Sirijce na pomoč pri iskanju jame, vendar jim ni mogel plačati njihove cene. V začetku leta 1949 je jordanska vlada arabski legiji izdala dovoljenje za iskanje območja, na katerem naj bi bila jama Kumran. 28. januarja 1949 sta jamo 1 ponovno odkrila belgijski opazovalec Združenih narodov kapitan Phillipe Lippens in kapitan arabske legije Akkash el-Zebn.

### Ponovno odkritje jam in odkritje novih zvitkov (1949–1951)
Ponovno odkritje tistega, ki je v Kumranu postalo znano kot 'Jama 1', je od 15. februarja do 5. marca 1949 izvajal jordanski oddelek za starine, ki sta ga vodila Gerald Lankester Harding in Roland de Vaux. Na mestu Jame 1 je bilo odkritje dodatnih drobcev zvitkov, platnene krpe, čaše in drugih artefaktov.

### Izkopavanja v Kumranu in odkritje novih jam (1951–1956, 2017)
Novembra 1951 sta Roland de Vaux in njegova ekipa iz ASOR-ja začela s popolnim izkopavanjem Kumrana. Do februarja 1952 je beduin odkril 30 fragmentov v tem, kar naj bi bilo označeno z Jama 2. Odkritje druge jame je na koncu prineslo 300 fragmentov iz 33 rokopisov, vključno z odlomki Jubileja in Modrost Siraha, napisanih v hebrejščini. Naslednji mesec, 14. marca 1952, je ekipa ASOR-ja odkrila tretjo jamo s fragmente Jubileja in bakren zvitek. Med septembrom in decembrom 1952 so ekipe ASOR-ja pozneje odkrile fragmente in zvitke jam 4, 5 in 6.
Z naraščajočo denarno vrednostjo zvitkov, ko je bil njihov zgodovinski pomen bolj javno objavljen, so beduini in arheologi pospešili iskanje zvitkov ločeno na istem splošnem območju Kumrana, ki je bilo dolgo več kot 1 kilometer. Med letoma 1953 in 1956 je Roland de Vaux na tem območju vodil še štiri arheološke odprave, da bi odkril zvitke in artefakte. Jamo 11 so odkrili leta 1956 in našli zadnje fragmente, ki so jih našli v bližini Kumrana.
Jame 4–10 so združene na območju, ki leži v relativno neposredni bližini približno 150 metrov od Khirbet Kumrana, jame 1, 2, 3 in 11 je 1–2 kilometra severno, jama 3 pa je najbolj oddaljena.
Februarja 2017 so arheologi s hebrejske univerze napovedali odkritje nove, 12. jame. V čaši je bil en prazen pergament; vendar zlomljen in prazen zvitek v kozarcu in cepin kažejo, da je bila jama oropana v 1950-ih.

## Galerija
- Vonji zvitek, najden v jami 1 v Kumranu.
- Del druge odkrite kopije Izaijevega zvitka, 1QIsab.
- Del zvitka 28a iz Jame 1 1. Jordanski muzej, Aman
- Pešer Izaija, iz Jame 4. Jordanski muzej, Aman
- Zvitek 175, Testimonia, iz Jame 4. Jordanski muzej, Aman
- Zvitek 109, Qohelet ali Ecclesiastes, Jame 4. Jordanski muzej, Aman

## Opis

### Material in stanje
Večina zvitkov je kozja ali ovčja koža, ki je bila obdelana v tanek pergament. Tudi papirus je gradivo za pisanje. En zvitek je izdelan iz bakrene pločevine.
Le nekaj glinenih vrčev iz jam 1 in 11 je bilo relativno dobro ohranjenih. Med njimi so 7,3 metra dolg skoraj nepoškodovan zvitek Veliki Izaija, 9 m dolg Tempeljski zvitek, deli psalmov, deli Danielove knjige in Habakukov komentar. Večina preostalih zvitkov je ležala nezaščitena na tleh, so močno poškodovani in pogosto ohranjeni le v drobcih v obliki sličic. Zlasti drobci iz jame 7 pogosto vsebujejo le nekaj črk. 

### Jeziki
Daleč največ najdenih besedil je napisanih v hebrejščini. Pravopis odraža različne jezikovne ravni, od katerih je posebno značilna kumranska hebrejščina. Dvanajst zvitkov in božjih imen v različnih jezikovnih vlogah je napisanih v stari ali paleo-hebrejski pisavi. Približno 70 zvitkov je napisanih v aramejščini. Običajno imajo bolj posvetne, nebiblijske vsebine in so starejši od hebrejskih besedil. V grščini je naštetih najmanj 19 zvitkov, vključno z vsemi iz Jame 7.
Prednost hebrejščini v svetopisemskih besedilih je bila v času, ko ni bila več pogovorni jezik. Čeprav Klaus Berger ne sklepa, da gre za enotno podporno skupino za besedila, to vidi kot »izraz reformnega programa nacionalnega in političnega, verskega in kulturnega spomina na hebrejsko identiteto Izraela«.

### Datacija
Medtem ko naj bi bil bakreni zvitek izdelan nekoliko pozneje, okoli leta 70 so bili na organskem materialu napisani zvitki pred uničenjem bližnjega naselja leta 68.:
- Vse glinene čaše in lonci iz jam so bili podobni in izvirajo iz helenističnih in rimskih časov.
- Ostanke usnja, papirusa in tkanin iz jam lahko datiramo po metodi C14 v obdobje 250 pr. n. št. do 70 n. št.. Večina jih izvira iz med 100 pr. n. št. in 30 n. št., manjši del med 200 in 100 pr. n. št., nekaj celo prej.
- Kemične analize Giuseppeja Pappalarda so pokazale, da je pergament za zvitke najverjetneje narejen na območju, kjer je bil kasneje najden.[21]
- Primerjave črk, okrajšav, izrazov z uporabo metode paleografije in zgodovinskih referenc v samih besedilih so omogočile, da je bilo veliko fragmentov v tem obdobju razmeroma zanesljivo razvrščenih.
- Preostala besedila najdena v Murabba'at, Nahal Hever in Masadi bi lahko bila datirana v čas vstaje Bar Kohba (132-135 n. št.). Primerjave teh besedil s kumranskimi besedili so nedvomno pokazale večjo starost slednjih.[22]

### Navedbe
Enajst jam je bilo oštevilčenih glede na vrstni red njihovega odkritja. Kumranski rokopisi so navedeni glede na lokacijo (1Q-11Q) in številko fragmentov; če mu je mogoče dodeliti določeno vlogo, je njegova vsebina pogosto okrajšana z velikimi črkami. Za več različic istega besedila je za njim navedena različica z majhnimi črkami z nadnapisom. Jezik je pogosto omenjen kot kratica za njim. Če obstajajo le fragmenti, so besedilni stolpci in vrstice dodatno določeni.
4Q123 45 VI 7-9 je torej besedilo št. 123 iz jame 4, od tega fragment 45, stolpec 6, vrstice 7-9. 1QGenAp (= 1Q20) je apokrif Geneze iz jame 1. 4QSama je prvi, 4QSamb drugi rokopis Samuelove knjige iz jame 4.